# Semiaxa mare

Semiaxa majoră

În geometrie, axa mare sau axa majoră (în latină maior axis) a unei elipse este cel mai lung diametru al acestei conice. Trece prin centrul și prin ambele focare ale elipsei. 
Semiaxa majoră (în latină maior semiaxis) sau semiaxa mare este jumătate din axa majoră a elipsei. Dacă elipsa este un cerc, semiaxa sa majoră este însăși raza sa.

## Punere în evidență
O elipsă {\displaystyle {\mathcal {E}}} este, prin definiție, mulțimea punctelor {\displaystyle M} ale unui plan {\displaystyle {\mathcal {P}}} în care suma distanțelor la două puncte fixe, {\displaystyle F} și {\displaystyle F'}, din planul {\displaystyle {\mathcal {P}}} este constantă.
Această constantă este o distanță {\displaystyle 2a}, denumită axa majoră a elipsei {\displaystyle {\mathcal {E}}}.
{\displaystyle {\mathcal {E}}\;{\overset {\underset {\mathrm {def} }{}}{=}}\;\{{M\in {\mathcal {P}}\;|\;{{\overline {FM}}+{\overline {F'M}}=cte\;{\overset {\underset {\mathrm {def} }{}}{=}}\;2a}}\}}

## Definiție
Axa majoră / axa mare a unei elipse este un segment de dreaptă care trece atât prin centrul cât și prin cele două focare ale elipsei și unește două puncte opuse de pe elipsă. Semiaxa majoră corespunde jumătății axei mari și unește centrul de un punct de pe elipsă trecând printr-unul din focarele acesteia.
În mod similar, segmentul perpendicular pe axa mare, care trece prin centrul elipsei și atinge elipsa este axa mică / axa minoră (în latină minor axis). Axele unei elipse sunt echivalente ale diametrului unui cerc, iar semiaxele sunt analoage razelor.
Lungimea semiaxei majore {\displaystyle a} și cea a semiaxei minore {\displaystyle b} sunt legate prin excentricitea {\displaystyle e} și prin parametrul {\displaystyle \ell } :
{\displaystyle b=a{\sqrt {1-e^{2}}}}
{\displaystyle \ell =a(1-e^{2})}
{\displaystyle a\ell =b^{2}}

## Noțiuni conexe

### Cerc principal
Cercul {\displaystyle {\mathcal {C}}} de centru {\displaystyle O}, centrul unei elipse {\displaystyle {\mathcal {E}}}, și de diametru {\displaystyle d=2a}, axa majoră a elipsei, este cercul principal al acelei elipse.
Elipsa {\displaystyle {\mathcal {E}}} este imagea cercului principal {\displaystyle {\mathcal {C}}} prin afinitatea ortogonală de bază Ox și de raport {\displaystyle b/a}.

## Noțiuni echivalente

Parametrii unei elipse, între care semiaxa majoră (a) şi semiaxa minoră (b).

Parametrii unei hiperbole, între care axa transversă (a) şi axa sa conjugată (b).

Cercul fiind o elipsă de excentricitate lineară nulă, axa majoră (axa mare) a unui cerc este diametrul său, iar semiaxa majoră este raza sa. 
Hiperbola este o conică de excentricitate lineară superioară lui 1. Axa transversă a unei hiperbole, segment al dreptei care traversează centrul și cele două focare ale hiperbolei, este echivalentă cu semiaxa mare a unei elipse. Axa conjugată a unei hiperbole, segment al dreptei cuprinse între unul dintre vârfurile hiperbolei și una dintre dreptele asimptote la curba cu același vârf, este echivalentă cu semiaxa minoră a unei elipse.

## Astronomie

### Perioadă orbitală
În astronomie, semiaxa majoră este un element orbital important, care permite să se definească parțial o orbită. În mod general, în cadrul unei probleme a două corpuri, perioada orbitală a unui corp de masă {\displaystyle m} care orbitează în jurul unui alt corp de masă {\displaystyle M} este:
{\displaystyle T^{2}={\frac {4\pi ^{2}}{G(M+m)}}a^{3}\,}
unde:
- {\displaystyle a} este lungimea semiaxei majore
- {\displaystyle G} este constanta gravitațională.

Dacă unul dintre corpuri este suficient de mic pentru ca masa sa să fie neglijată în raport cu a celuilalt:
{\displaystyle T=2\pi {\sqrt {a^{3}/\mu }}}
unde {\displaystyle \mu } este parametrul gravitațional standard.
În acest caz, pentru toate orbitele cu aceeași semiaxă majoră, perioada este aceeași, oricare ar fi excentricitatea.
Se obține proporționalitatea următoare:
{\displaystyle T^{2}\propto a^{3}}
care corespunde celei de a treia legi a lui Kepler.

### Distanță medie
Semiaxa majoră nu corespunde neapărat distanței medii dintre cele două corpuri pe orbită, deoarece această distanță depinde de procedeul utilizat:
- Calculând media distanței prin anomalia excentrică, se află efectiv semiaxa majoră.
- Media prin anomalia adevărată dă semiaxa minoră.
- Calcularea prin anomalia medie conduce la valoarea {\displaystyle a\left(1+{\frac {e^{2}}{2}}\right)}

De altfel, „raza medie a elipsei”, care semnifică de fapt raza cercului cu aceeași arie, este {\displaystyle {\sqrt {ab}}=a{\sqrt[{4}]{1-e^{2}}}}.